# 中田睦 (総務官僚)
中田 睦（なかた むつみ、1953年8月11日 - ）は、日本の総務官僚。総務省大臣官房審議官や、総務省政策統括官、一般財団法人電気通信端末機器審査協会理事長、一般財団法人放送セキュリティセンター理事長等を歴任した。

## 人物・経歴
京都府出身。洛星高等学校、東京大学法学部第1類（私法コース）卒業。1977年郵政省入省。1995年郵政省通信政策局情報企画課長。1996年郵政省電気通信局電波部基幹通信課長。1998年郵政省放送行政局衛星放送課長。1999年郵政省放送行政局放送政策課長。2001年総務省情報通信政策局放送政策課長。同年総務省情報通信政策局総合政策課長。2002年総務省情報通信政策局総務課長。2003年総務省大臣官房企画課長。2004年総務省中国総合通信局長。2005年独立行政法人情報通信研究機構理事。2006年総務省大臣官房審議官（情報通信政策局担当）。2007年総務省政策統括官（情報通信担当）。
2008年からは総務省政策統括官（統計基準担当）として、60年ぶりの抜本改正による新統計法全面施行にあたった。2009年総務省大臣官房付、退官、一般財団法人電気通信端末機器審査協会特別参与。同年一般財団法人電気通信端末機器審査協会理事長。KDDI株式会社顧問渉外・コミュニケーション統括本部顧問を経て、2013年KDDI株式会社執行役員常務渉外・コミュニケーション統括本部副統括本部長。2016年KDDI株式会社非常勤顧問。2017年からは一般財団法人放送セキュリティセンター理事長として、改正個人情報保護法への対応を進めた。2024年瑞宝中綬章受章。

## 同期
- 桜井俊（元総務事務次官）
- 山川鉃郎（株式会社フジテレビジョン常任顧問、元駐チェコ特命全権大使、総務省元総務審議官）
- 髙橋亨（日本郵便元社長・前会長）
- 南方敏尚（かんぽ生命保険元副社長）